# Neolaparus limbatus
Neolaparus limbatus är en tvåvingeart som beskrevs av H. Oldroyd 1960. Neolaparus limbatus ingår i släktet Neolaparus och familjen rovflugor.
Artens utbredningsområde är Madagaskar. Inga underarter finns listade i Catalogue of Life.